# Andrographis alata
Andrographis alata là một loài thực vật có hoa trong họ Ô rô. Loài này được (Vahl) Nees mô tả khoa học đầu tiên năm 1847.